# アレオナ・デニス・サンティアゴ・マナバット
アレオナ・デニス・サンティアゴ＝マナバット（Aleona Denise Santiago-Manabat、1993年9月26日 - ）は、フィリピンの女子バレーボール選手。

## 来歴
1993年9月26日、フィリピンカヴィテ州タンザに5人兄弟の3人目として誕生。彼女の姉はドバイで働いており、彼女と妹のアライジャ・サンティアゴは同じ女子バレーボール選手として、それぞれが異なるリーグに参加していた。父は元バスケットボール選手、母親はイスラエルで介護者をしていた。夫はバスケットボールコーチのチコ・マナバット。
聖トマス大学のチームであるUSTゴールデンティグレス（現・USTグローイングタイガース）で大学バレーボール選手としてのキャリアを始めた。その後、ナショナル大学に編入しNUレディブルドッグスに移籍。同チームで2シーズンに渡ってキャプテンを務めた。
2013年、所属するスマートメイニラッド・ネットスパイカーズが2位に終わったため、第10回シェーキーズVリーグ・オープンカンファレンス決勝戦において、カガヤン・バレーレディー・ライジングサンズのゲストプレーヤーとして出場。
第11回シェーキーズVリーグ・オープンカンファレンスでは、フィリピン陸軍レディートルーパーズにゲストプレーヤーとしてアウトサイドヒッターのポジションで出場し、PLDTホームテレパッド・ターボブースターズとの試合で勝利に貢献。
2014年 フォトン・トーネードーズ・ブルーエナジーからドラフト指名を受け、プロバレーボール選手としてのキャリアを始めた。同年、フィリピン・トップリーグのオール・フィリピン・カンファレンス（PSL）デビュー。
2015年12月、出産のためスポーツ選手としての活動を休止。
2016年、実妹であるアライジャ・サンティアゴが所属するPSLグランプリ・カンファレンスのフォトン・トーネードーズに入団。
2017年、PSLグランプリ・カンファレンスではフォトン・トーネードーズを3位に導いた。
2018年9月、V.LEAGUE Division1の東レアローズへの入団が発表された。妹のアライジャも同じくDivision1の埼玉上尾メディックスに入団となり、姉妹揃って日本の同リーグでプレーすることとなった。
2019年10月、KUROBEアクアフェアリーズへの入団が発表された。シーズン終了後退団。

## 所属チーム
- USTグローイングタイガース（2009-2010年）
- NUレディブルドッグス（2012-2014年）
- スマートメイニラッド・ネットスパイカーズ（2013年）
- PLDTホームパッド・ターボブースターズ（2014年）
- パートン・ブレイズスパイカーズ（2014-2015年）
- フィリピン陸軍・レディートルーパーズ（2015年）
- フォトン・トーネードーズ・ブルーエナジー（2016-2018年）
- 東レアローズ（2018-2019年）
- KUROBEアクアフェアリーズ #8（2019-2020年）
- Rebisco-Philippines（2020-2021年）
- ナコンラチャシマ（2021-2022年）
- Chery Tiggo Crossovers（2021-2023年）
- Akari Power Chargers（2023-2024年）
- Choco Mucho Flying Titans（2024年-）

## 球歴
- バレーボールフィリピン女子代表（2013年-）

## 受賞歴
- 第10回 SVLグランプリ・カンファレンス1st：最優秀選手賞 / サーブ賞
- 第11回 SVLグランプリ・カンファレンス1st：最優秀選手賞
- 第2回 PSLグランプリ：最優秀ミドルブロッカー賞

## 個人成績
V.LEAGUEの個人成績は下記の通り（交流戦・プレーオフを含む）。
| 大会        | 所属        | 出場   | 出場     | アタック | アタック | アタック | アタック | バックアタック | バックアタック | バックアタック | バックアタック | アタック決定本数 | ブロック | ブロック   | サーブ | サーブ     | サーブ | サーブ | サーブ | サーブ | サーブレシーブ | サーブレシーブ | サーブレシーブ | 総得点 |
| ----------- | ----------- | ------ | -------- | -------- | -------- | -------- | -------- | -------------- | -------------- | -------------- | -------------- | ---------------- | -------- | ---------- | ------ | ---------- | ------ | ------ | ------ | ------ | -------------- | -------------- | -------------- | ------ |
| 大会        | 所属        | 試合数 | セット数 | 打数     | 得点     | 失点     | 決定率   | 打数           | 得点           | 失点           | 決定率         | セット平均       | 得点     | セット平均 | 打数   | ノータッチ | エース | 失点   | 効果   | 効果率 | 受数           | 成功           | 成功率         | 総得点 |
| V1 2019-20  | KUROBE      | 17     | 19       | 31       | 9        | 3        | 29.0     | 0              | 0              | 0              | -              | 0.47             | 7        | 0.37       | 31     | 0          | 0      | 6      | 6      | 0.0    | 0              | 0              | -              | 16     |
| V1 2018-19  | 東レ        | 13     | 3        | 3        | 1        | 0        | 33.3     | 0              | 0              | 0              | -              | 0.33             | 1        | 0.33       | 1      | 0          | 0      | 0      | 0      | 0.0    | 0              | 0              | -              | 2      |
| 通算：2大会 | 通算：2大会 | 30     | 22       | 34       | 10       | 3        | 29.4     | 0              | 0              | 0              | -              | 0.45             | 8        | 0.36       | 32     | 0          | 0      | 6      | 6      | 0.0    | 0              | 0              | -              | 18     |